# 플로리다퓨마
플로리다퓨마(Puma concolor coryi)는 퓨마의 아종으로, 플로리다주에 서식한다. 현재 분류법에는 논란이 있으며, 야생에 약 180밖에 남지 않아 심각한 멸종위기에 놓여 있는 종이다. 총 3곳의 보호구역을 지정해 보호하고 있다. 개발에 따른 서식지 상실과 차량과 충돌로 인한 사고사가 감소원인으로 지목된다.